# The Touch
The Touch är en singel från albumet Teases & Dares av Kim Wilde. Singelns B-sida är Shangri-La och singeln generellt är sett som en flopp ur ett brittiskt perspektiv. Den är som många tidigare singlar skriven av hennes bror och far Ricki och Marty Wilde.

## Listplaceringar
| Länder (1984)  | Topplaceringar |
| -------------- | -------------- |
| Storbritannien | 56             |
| Tyskland       | 29             |
| Nederländerna  | 20             |